# Ácido de Armstrong
Ácido de Armstrong ou ácido naftaleno-1,5-dissulfônico, é um ácido orgânico forte que é usado em síntese orgânica.